# Lee Mi-ja (cantante)
Lee Mi-ja (이미자?, 李美子?, I Mi-jaLR, Yi Mi-chaMR; Seul, 30 ottobre 1941) è una cantante sudcoreana.
Considerata una delle artiste trot più influenti del Paese, soprannominata "Queen of Elegy", come il titolo di una sua canzone, ha esordito nel 1959, ottenendo la notorietà cinque anni dopo con il brano Camellia Girl, il cui album ha venduto oltre centomila copie. Nel 1991 è entrata nel Guinness dei primati come cantante coreana più prolifica, avendo registrato 2.069 canzoni su 569 dischi. Nel 2002 è stata una dei primi cantanti sudcoreani a esibirsi in Corea del Nord, e nel 2009 le è stato conferito l'Ordine al Merito Culturale di seconda classe.

## Biografia
Lee Mi-ja è nata il 30 ottobre 1941 a Hannam-dong, Seul, primogenita di Lee Jeom-seong e Yoo Sang-rye, la maggiore di quattro femmine e due maschi. La famiglia si è ritrovata in difficoltà finanziarie quando nel 1943 il padre è stato arruolato e portato in Giappone, e nel 1945 Lee è stata separata dai fratelli per essere cresciuta dalla nonna materna; ha rivisto una sola volta la madre, nel 1966. In seguito si è diplomata alla Moonseong Women's Commercial High School.
Avendo vinto diverse gare canore sin dall'infanzia, nel 1958 ha attirato l'attenzione del compositore Na Hwa-rang aggiudicandosi il primo premio del programma televisivo Yeneung rotary. L'anno seguente è arrivata prima al concorso canoro della KBS Norae-ui kkotdabal con il pezzo Pure Love at 19 composto da Na, divenuto suo mentore. Nel 1964 ha raggiunto la notorietà con Camellia Girl, colonna sonora dell'omonimo film con Shin Seong-il e Eom Aeng-ran, che è stata però rimossa dal mercato l'anno successivo con l'accusa di avere "toni giapponesi"; anche la sua trasmissione è stata impedita, insieme a quella di altre sue hit, come A Goose Father (per l'eccessiva tristezza) e Teacher of Island Village (per plagio). Il bando, che è stato rimosso soltanto nel 1987, l'ha portata a considerare l'abbandono della scena musicale. Nel 1965 ha incontrato il compositore Park Chun-seok, che è diventato un suo frequente collaboratore. Due anni dopo è stato realizzato un film biografico sulla sua vita, intitolato Queen of Elegy, per il quale ha cantato l'omonima colonna sonora, composta da Park, il cui titolo è diventato il suo soprannome. Nei decenni seguenti ha continuato a pubblicare temi musicali per diverse pellicole, si è esibita in Corea, in Giappone e negli Stati Uniti, e nel 1991 è entrata nel Guinness dei primati come cantante coreana più prolifica, avendo registrato 2.069 canzoni su 569 dischi. Nel 1995 le è stato conferito l'Ordine al Merito Culturale di quinta classe, che è stato elevato alla terza quattro anni dopo. Il 2003 l'ha vista invitata dalla Corea del Nord ad esibirsi all'East Pyongyang Grand Theatre.
Festeggiando il cinquantesimo di carriera, a febbraio 2009 è uscito Lee Mi-ja's 50 Years, 101 Songs I've Sang With the World, seguito da un tour in sedici città coreane che è iniziato ad aprile. Quello stesso anno il suo Ordine al Merito Culturale è stato alzato alla seconda classe. Nel 2015 si è esibita ad un concerto gratuito a Tokyo per il settantesimo anniversario della liberazione della Corea dall'occupazione giapponese. In occasione del sessantesimo di carriera, nel 2019 ha pubblicato la raccolta 60 Years of Singing, My 60 Songs, contenente l'inedito My Love, My Song to You. Il 2 maggio 2019 ha annunciato il proprio ritiro dalle scene, ritrattandolo però a fine mese in un'intervista con MBN.

## Vita privata
Nel 1960 Lee ha sposato il bassista Jung Jin-sup. Nel 1964 ha dato alla luce una figlia, Jung Jae-eun, che ha vissuto con il padre dopo il divorzio dei genitori, avvenuto due anni dopo la sua nascita. Nel 2007 Jung Jae-eun ha raccontato di aver visto la madre soltanto tre volte nella sua vita, con il primo incontro a sette anni e l'ultimo nel 1997. La donna è diventata una cantante enka in Giappone con lo pseudonimo di Cheuni.
Nel 1970 Lee Mi-ja ha sposato in seconde nozze Kim Chang-soo, ex-direttore dell'ufficio di sostegno alla produzione della KBS, dal quale ha avuto un figlio; ha cresciuto inoltre le due figlie nate dal matrimonio precedente dell'uomo.

## Riconoscimenti
- Golden Disc Award
  - 1995 – Premio alla carriera[18]
- Trot Award
  - 2020 – Gran premio[19]